# Ronald Murray (Radsportler)
Ronald „Ron“ Murray (* 29. März 1937 in Smithton) ist ein ehemaliger australischer Radrennfahrer.

## Sportliche Laufbahn
Murray war im Straßenradsport und im Bahnradsport aktiv. Von 1958 bis 1964 startete er als Berufsfahrer. Er siegte 1961 und 1962 im Etappenrennen Tour of Tasmania. 1963 war er hinter Peter Panton Zweiter geworden.
1960 gewann Murray das Sechstagerennen von Madrid mit John Tresidder als Partner. Beide siegten auch in Lille 1960. 1962 gewann er das Sechstagerennen von Maryborough mit James Luttrell, in Perth war er mit Enzo Sacchi erfolgreich. Dazu kamen einige weitere Podiumsplätze in Sechstagerennen.
1955 kam er in der nationalen Meisterschaft im Straßenrennen auf den 3. Platz. 1958 wurde er Dritter in der Herald Sun Tour. 1959 wurde Murray im Profirennen der Straßenradsport-Weltmeisterschaften 15. und damit bester Australier. In den Rennen der Monumente des Radsports war der 65. In der Flandern-Rundfahrt 1960 sein bestes Resultat.